# Дивизија Херман Геринг
1. падобранско-оклопна дивизија Херман Геринг (њем. Fallschirm-Panzer-Division 1. Hermann Göring) је била оклопна дивизија њемачког Луфтвафеа. Дивизија Херман Геринг се борила у Француској, сјеверној Африци, Сицилији, Италији и на Источном фронту током Другог свјетског рата. Дивизија је настала 1933. као полицијска јединица величине батаљона. Током времена прерасла је у пук, бригаду, дивизију и на крају је 1. маја 1944 спојена са 2. падобранско-панцергренадирском дивизијом Херман Геринг да би се образовао оклопни корпус под именом Рајсхмаршал. Предала се совјетској армији 8. маја 1945. код Дрездена.
Њен кадар је у почетку регрутован од добровољаца из нацистичких организација, као што је Хитлерова омладина, а касније је добијао појачања из Армије (нарочито оклопне јединице) и регруте из Луфтвафеа.
У оквиру немачких оружаних снага од 1933. г. постојала је 'елитна' јединица - била је то Regiment „General Göring“. Од скромне полицијска јединице од 400 људи оданих идејама националсоцијализма па преко Пука „Генерал Геринг“ са почетак рата и Оклопног падобранског корпуса „Херман Геринг“ са краја рата, то је била једина самостална оклопна јединица у саставу Луфтвафеа. Због неустрашивости и срчаности њених припадника ова јединица неколико пута је била готово збрисана али се сваки пут изнова обнављала и дизала из пепела.

## Формирање
Настанак ове јединице повезан је успоном Адолфа Хитлера и доласком националсоцијалиста на власт. У фебруару 1933. године за министра Унутрашњих послова Пруске, Хитлер поставља свог блиског сарадника од најранијих дана – капетана Хермана Геринга, ваздухопловног аса из Првог светског рата. Тај положај му даје контролу над Пруском Државном Полицијом и чин генерала. Геринг одмах по доласку на положај већ 25. фебруара 1933. године формира специјалну јединицу од проверених чланова оданих националсоцијалистичким идејама јачине батаљона од око 400 људи под командом мајора Валтера Векеа. Јединица је носила назив „Полицијски батаљон специјалане намене Веке“ и први задатак јој је био борба против добро наоружаних комунистичких ћелија у Берлину. У јулу 1933. године јединица мења име у „Државна полицијска група Веке“ а убрзо након тога јединица добија име свог творца - „Landespolizeigruppe General Göring“. Под Геринговим надзором јединица јача и нараста па у априлу 1935. године добија статус пука па сходно томе мења поново име, овај пут у пук „Генерал Геринг“. Пук добија и новог команданта – полицијског потпуковника Фридриха Вилхелма Јакобиа.
Само две године од доласка Хитлера на власт 1935. године настало је Немачко ратно ваздухопловство – Луфтвафе које је било својеврсна националсоцијалистичка креација а само шест месеци од свог оснивања пук „Генерал Геринг“ бива пребачен у Луфтвафе. Ово пребацивање је и логично с' обзиром да на чело ваздухопловства долази оснивач јединице али оно је и последица преласка свих полицијских јединица под контролу Хајнрих Химлера шефа СС-а са којим Геринг није имао добар однос.
У моменту преласка у Луфтвафе следећи логичан корак пука био је формирање једног падобранског батаљона. Из свих јединица пука људство се добровољно јављало у I. ловачки батаљон. Крајем 1937. године број добровољаца је толико нарастао да није више било места у првом батаљону па је од вишка људства и 15. пионирске чете формиран нови 4. падобрански стерељачки батаљон који је бројао око 600 припадника. Овај батаљон учествује током „Аншлуса“ Аустрије 13. марта када је ваздушним путем пребачен на аеродром Грац. Већ у априлу 1938. године батаљон бива изузет из пука „Генерал Геринг“ и упућен на специјалистичку обуку у Стендал, и он ће чинити језгро будуће прве падобранске јединице Луфтвафеа – Првог падобранског пука.
Да би неко постао припадник пука „Генерал Геринг“ морао је да задовољи навише психо-физичке критеријуме. Морао је да има између 18 и 25 година, да буде висок најмање 1,68м, да је немачки грађанин, способан за војну службу, физички у изузетној кондицији, да може да докаже своје Аријевско порекло, да је неожењен, неосуђиван и ни под каквим кривичним гоњенејм и да отворено подржава националсоцијализам. Ови захтеви су били истоветни као и за пријем у Вафен-СС и пешадијки пук Велика Немачка. По отпочињају рата нов услов је био да се потпише уговор на минимум 12 година службе. Сви ови критеријуми су се како је рат одмицао снижавали и најважније је било попунити све веће губитке па су се неки припадници других служби у оквиру Луфтвафеа и без њихове сагласности прекомандовани у Герингову јединицу. Пук је био смештен у новој касарни Берлин-Рајникендорф. Ова касарна, изграђена под личним надзором Геринга у близини Берлина сматрана је за најбољу у Европи, бољу чак и од школе Вафен-СС официра Бад-Тојлц која је опет важила за најмодернију тада. Комплекс је обухватао 120 зграда – гимнастичке хале, отворене и затворене базене, учионице, објекти за смештај и обављање разне друге активности. На улицама Берлина припадници пука познавали су се по белим ромбовима на крагни и са белим ивицама као и по траци ушивеној на рукаву са натписом „General Göring“ а касније „Hermann Göring“. Војници пука учествовали су у многим војним парадама којима је Берлин обиловао тих предратних година, давали су стражу испред главног Геринговог штаба тј. штаба Луфтвафеа. Смена страже обављана је церемонијално и помпезно уз пуковски оркестар. Као његова лична заштита, припадници пука - његова сопствена војска, обезбеђивали су и његово раскошно имање „Каринхал“ (названо тако у част његове покојне прве супруге).
Делови пука „Генерал Геринг“ учествовали су у “Аншлуса” Аустрије - већ поменути падобранци 4. батаљона су неколико седмица били стационирани у Бечком Новом Месту, затим у окупацији Судетске области и уласку у Праг, где једно време обезбеђују изузетно важну фабруку “Шкода”. У само предвечерје рата пук је доста нарастао, превасходно са новим јединицама противавионске артиљерије тзв. Флакови.

## Напад на Пољску и Норвешку
Током напада на Пољску само је мали део пука „Генерал Геринг“ учествовали у борби. Већи део пука остао је у Берлину пружајући противавионску одбрану Главног штаба Луфтвафеа. У пролеће 1940. године делови пука померени су на холандску границу чекајући инвазију на Француску. Један део пука под командом капетана Клугеа у састави једна пешадијска чета, једна самоходна Флак-батерија лаких топова 20мм и чета мотоциклиста учествовала је у зазимању радио станице и аеродрома у Есбјергу као и обезбеђењу обале код Јиланда током напада на Данску. Делови ове јединице морем су пребачени у Норвешку до Осла где са другим јединицама армије напредују и заузимању Трондхајм а касније се пробијају ка северу и Арктичком кругу где заузимају луке Боде и веома стратешки важан Нарвик у сарадњу са Планинским ловцима.

## Битка на Западу 1940. г.
Након Норвешке кампање борбена група капетана Клугеа вратила се у Берлин. Током маја и јуна пук је подељен на више мањих борбених група које су припојене оклопним и других јединица како би са њима учествовали у борбеним дејствима. Посебну ефикасност показали у Флак топови од 88мм у противоклопној борби. Делови пука прешли су реку Мезу, прошли кроз Холандију и ушли у источни део Белгије. Водили су жестоке борбе током прелаза Алберт канала као и током успешног заузимања Брисела пре него што су град успеле да заузму француске трупе. У борбама у Француској забележена је епизода вредна пажње – сукоб у Фландрији, где су се код Мормал шуме сукобили француски тенкови и Флакови 88мм и где се борба одвијала на и раздаљинама од свега неколико метара. Почаст пуку „Генерал Геринг“ указана је доделом улоге почасне страже током потписивања Француске капитулације у Компјењској шуми 21. јуна 1940. године. Након успешно завршене кампање на Западу, делови пука „Генерал Геринг“ неко време су провели на противавионским положајима на обали Ламанш као и противавионском прстену око Париза да би се крајем 1940. вратили у Берлин.

## Источни фронт1941. г.
Током Балканске кампање - напада на Краљевину Грчку (операција „Марита“) и Краљевину Југославију (операција „Директива 25“) - пук се налазио у Румунији, где је чекао прикључење 12. армији и био у резерви чекајући напад на СССР. Током тог периода, иако пук није био борбрно ангажован, учествовао је у противавионској одбрани стратешки важних румунских нафнтних поља у Плоештију. У моменту отпочињања напада на Совјетски Савез (операција „Барбароса“) пук се налазио у близини реке Буг на линији разграничења немачке и совјетске окупационе зоне у Пољској, на јужном сектору операције. Пук је био у саставу 2. Флак корпуса и део 1. оклопне групе раније оклопна група фон Клајст). Борећи се раме уз раме са 11. оклопном дивизијом пук „Генерал Геринг“ учествије у почетним успешним продорима кроз совјетску одбрану и у напредовању ка месту Рациечов где поново до изражаја долазе Флакови од 88мм у противоклопној борби. Затим су даље напредовали ка Дубну, а током изузетно тешких и крвавих борби које су се водиле током окружења и заузимања Кијева и Брјанска, пук трпи осетне губитке али још једном потврђујући високу борбену репутацију као једна чврста и упорна јединица. Крајем 1941. године пук „Генерал Геринг“ повучен је у Немачку на опоровак и попуну губитака.
У међувремену новоформирани 2. пешадијски јуришни батаљон, који је обучен и опремљен шаље се на Источни фронт. Овај батаљон крајем септембра 1941. год. у тешким борбама око Јухнова и аеродрома Анишово-Городишта бива десеткована и приморан је да се и он повуче у Немачку. И поред великих губитака по подацима из октобра 1941. године борбени учинак пука изгледа импозантно. Од лета до октобра уништен је 161 авион, 324 тенка, 167 артиљеријских оруђа, 45 бункера и 530 митраљеских гнезда и заробљено 11.000 совјетских војника. По повратку у Немачку противавионски делови пука једно време учествују у противавионској одбрани Минхена да би након тога поново били пребачени у околину Париза где се налазила и главнина пука и тамо остају до пролећа 1942. године.

## Француска и Тунис 1942—1943. г.
У мају 1942. године долазио до нове реорганизације пука „Генерал Геринг“ који се претвара у Бригаду „Херман Геринг“ на челу са генерал-мајором Паулом Конратом и у том периоду врши окупационе дужности у Француској. У октобру те године,
У октобру, 1942. г. док се бригада попуњавала у Бретањи, услед сталног прилива добровољаца из регрутних центара у Немачкој, Француској и Холандији међу којима је било и преко 5000 припадника падобранских јединица као и остаци 5. падобранског пука – који је скоро био десткован током борби за заузимање Крита 1941. године одлучено је да се још једном измени формацијски састав ове јединице, овај пут до нивоа дивизије. Тако настаје Дивизија „Херман Геринг“. Центар у Утрехту од батаљона нараста на величину пука и постаје центар за пријем и опоровак рањених припадника дивизије који су отпуштени из болнице али нису још увек били спремни за повратак у борбене јединице. Формирање разних делова дивизје вршено је на бројним локацијама у Француској, Холандији и складиштима пука у Берлину. Дивизија је устројена према организацији армијских оклопних дивизија али и поред великог прилива људства, у време искрцавања савезника у северној Африци, број припадника није био ни близу потребног броја. Месечно је преко 1500 припадника дивизије одлазило на обуку у оклопне армијске јединице како би постали тзв. „Луфтвафе панцери“ док је у исто време готово исти број искусних тенковских посада - припадника армијских оклопних јединица - долазило у дивизију „Херман Геринг“. Иначе, сва оклопна и остала опрема и оруђа сем противавионских топова дивизија је добијала је од армије, укључујући и инструкторе, подофицире и официре.
У моменту искрцавања Савезника у Северној Африци 8. новембар 1942. године) немачке трупе ушле су и окупирале територију Вишијеве Француске а са њима и дивизија „Херман Геринг“. Главнина дивизије бива смештана у подручју Мон де Марсана и околину Бордоа, неке од јединица дивизије које су прошле обуку али су недовољно попуњене људством и опремом бивају пребачене у јужну Француску Италију, највећим делом у околину Напуља - у подручје Санта Мариа - где пружају противавионску заштиту.
У исто време када је почело попуњавање новог Ловачког пука „Херман Геринг“ са бившим припадницима 5. падобранског пука долази до њиховог изузимања из дивизије и директног пребацивања у северну Африку како би се прикључили 10. оклопној дивизији у Тунису. Још увек некомплетна дивизија „Херман Геринг“ морала је током фебруара и марта 1943. године да у деловима буде пребачена у Тунис. Трупама дивизије Херман Геринг пребаченим у Тунис командовао је пуковник Шмид, који је убрзо потон био унапређен у генерал-мајора. По њему је ова јединица названа „Борбена група Шмид“ или само „Група Шмид“. Ову борбену групу чиниле су три подгрупе као нпр. „Борбена група Функ“ са 1. батаљоном ловачког пука „Херман Геринг“ која је штитила јужни бок у нападу на Међез ел Баб током 20. и 21. априла 1943. год.). „Борбена група Шмид“ која је у свом саставу имала између 7.000 и 11.000 припадника била је подељена на више делова и налазила се у саставу веће формације - „Korpusgruppe Weber“ где учествује у офанзиви снага Осовине од 26. фебруара до 15. марта 1943. године. Делови дивизије „Херман Геринг“ који су били у склопу „Борбене група Шмид“ која су се налазили у Тунису били су: два батољона ловачког пука, три батаљона из механизованих пукова, два батаљона из противавионског артиљеријског пук, два батаљона из оклопног пука, изиђачки батаљон, инжињеријски батаљон, батаљон везе и медицински батаљон.
У борбама са британским, америчким и фрнацуским трупама припадници „Херман Геринг“ дивизије показале су изузетан „елан, борбени дух и храброст у жестоким сукобима“, што је више пута истицано у саопштењима Врховне команде Вермахта током априла 1943. г. Ипак као и остатак немачких и италијанских трупа тако су и припадници „Херман Геринг“ дивизије пали у заробљеништво након капитулације снага Осовине 12. маја 1943.1943. године. Међу заробљеним припадницима дивизије налазилу су се и најискуснији ветерани који су у дивизији још од првих дана. Око 400 припадника дивизије „Херман Геринг“ погинуло је током борби на тлу Африке. Пред сами слом, генерал-мајор Шмид са својим штабом по хитном наређењу лично Рахсмаршала Геринга успео је на време да се извуче и докопа италијанског тла.

## Сицилија 1943. г.
Након успешног извлачења командног кадра у Италију приступило се организацији нове дивизије која је практично престала да постоји. Мањи делови дивизије налазили су се у околини Напуља и чекали су да буду пребачени у Северену Африку, но како се то није догодило због слома Осовине у Африци на брзину су ове снаге, уз заменски пук из Утрехта као од људства из центара у Француској и Немачкој формирана нова формација док је техника надокнађена од стране армијских дивизија. Очекујући предстојећу инвазију на Сицилију Врховна команда Вермахта почела је током јуна са пребацивањем трупа у близину Сицилије као и на само острво. Међу тим снагама налазила се и дивизија „Херман Геринг“ али сада под новим именом и формацијским саставом – Оклопна дивизија „Херман Геринг“ која постепено прикупила у околини Калтађироне (итал. Caltagirona).
Савезничко искрцавање на Сицилију под шифрованим називом „Операција Хаски“ (енгл. „Operation Husky“), највећа ваздушно-поморска десантна операција до тада, отпочела је у ноћи између 9. и 10. јула 1943. године. На острво су нападале две савезничке армије - 8. британска и 7. америчка - са 12 дивизија као и неке и додатне јединице - самостална бригада, пук Ренџера, командоси... Острво је бранила италијанска 6. армија са још две немачке дивизије - укупно 12 дивизија. Немачке дивизије биле су 15. оклопно-механизована - веома изузетне борбене готовости и оклопна „Херман Геринг“ - веома добре репутације али са још увек недовољно обученим људством са око 70.000 војника, док је укупан број са Италијанима био око 300.000 хиљада војника. Савезници су се без већих проблема искрцали и успешно почели да проширују мостобране. Американци су већ након два дана имали 100.000 заробљених италијанских војника који су једва чекали прилику да се некоме предају и да окончају своју агонију. Британци су имали тежи задатак јер су на свом путу наишли на немачке трупе. Фелдмаршалу Кеселрингу, главном команданту немачких трупа у Италији већ након неколико дана било је јасно да је Сицилија изгубљена и поред пристизања нових немачких снага - делова 29. оклопно-механизоване дивизије из Италије и 1. падобранске дивизије из Француске јер су се италијанске трупе све слабије бориле док је притисак Савезника био све јачи ка североистоку острва и граду Месини.
У рану зору 11. јула генерал-мајор Конрат повео је оклопне и механизоане делове своје дивизије „Херман Геринг“ у противнапад на америчке трупе искрцане у луци Ђела (итал. Gela). Претходног дана заједнички немачко-италијански напад је услед неусклађености, успешно одбијен од стране америчке 1. пешадијске дивизије и два елитна батаљона Ренџера уз одлучујућу улогу „“противтенковских топова као и бродске артиљерије која је са крстарица и разарача из залива Ђела давала ураганску ватрену подршку искрцаним трупама. Како су Италијани првог дана оштетили пристаниште америчке трупе су биле лишене подршке тенкова који још увек нису били искрцани. На десном крилу немачког противнапада налазио се 2. оклопни батаљон са око 60 средњих тенкова Панцер III и Панцер IV је напросто прегазио 2. батаљон 26. пешадијског пука из састава 1. пешадијске дивизије, који се заједно са деловима 3. батаљона морао полвачити према мору. генерал-мајор Конрат се налазио на челу централне колоне коју је предводио 1. оклопни батаљон са 21 средњим тенком Панцер III и Панцер IV уз подршку тешке артиљерије. Ова колона успева да сломи отпор и натера на повлачење 2. и делове 1. батаљона 16. пешадијске дивизије. На немачком левом крилу налазио су се трупе механизованог пук „Херман Геринг“ уз подршку 2. чете 504. тешког оклопног батаљона са 17 тенкова типа Панцер VI Тигар I која је била придодата оклопној дивизији „Херман Геринг“. Ове снаге су пробиле линију 180. пуковске борбене групе 45. пешадијске дивизије, прешле преко Бјацо (итал. Biazzo) гребена, заузевши командно место борбене групе.
Већ у 09.30 часова америчке трупе повлачиле су се на свим положајима испред луке Ђела. Генерал Патон дошао је на обалу и давао подршку инжињерцима у поправци пристаништа јер су тенкови, који су чекали на искрцавање били преко потребни. Постојеће америчке трупе и тек искрцани 32. артиљеријски батаљон распоређени су на последње одбрамбене положаје на пешчаним динама, на самом врху инвазионе плаже. Своје коначне положаје заузели су 41. оклопно-пешадијски пук и 18. пуковска борбена група. Амерички тенкови М4 „Шерман“ су коначно искрцани али су се заглавили у меком песку. Уз губитке које трпела од жестоке артиљеријске ватре са крстарица УСС „Савана“ и „Бојси“ као и са разарача „Гленон“ припадници дивизије „Херман Геринг“ гурали су и даље напред. У 11.00 часова битка достиже врхунац, артиљеријска подршка са бродова престаје због мале раздаљине између зараћених страна, делови америчке 16. пешадијске дивизије се повлаче на задње одбрамбене положаје а борбе су водили и изоловани делови америчке 1. пешадијске и падобранци 82. ваздушно-десантне дивизије у брдима око луке Ђела. Трупе генерал-мајора Конрата нашле су се на мање од 2 km од луке када су коначно заустављене снажном артиљеријском ватром 32. артиљеријског батаљона, 16. артиљеријске чете, тешке артиљерије 18. пуковске борбене групе и 41. оклопно-пешадијског пука уз четири тенка „Шерман“ који су коначно успели да се докопају чврстог тла. Након уништених и оштећених десетина немачких тенкова, снаге оклопне дивизије „Херман Геринг“ поколебале су се и почеле су да се повлаче што је отворило простор за дејство топова од 150 мм са крстарице УСС „Бојси“ који су само убрзали повлачење. Од укупно 17 тенкова Тигар I на Сицилији током напада на савезнички мостобран код Ђела изгубљено је око десет тенкова а остатак је изубљен током борби у јулу у августу, сем једног - број 222 - који је покварен превучен преко Месинског мореуза али је и он касније уништен и остављен у Калабрији јер није могао да се поправи.
И поред пораза на Сицилија и интензовног савезничког бомбардовања и гранатирања луке у Месини немачке трупе успеле су да извуку преко Месинског мореуза готово сво људство и највећи део тешке опреме - што је заиста изванредан успех. Оклопна дивизија „Херман Геринг“ повукла се последња, водећи заштитне борбе и правећи одступницу остатку трупа. Битка је окончана уласком савезника у разрушену Месину 17. августа 1943. године. Генерал Двајт Ајзенхауер написао је у својим послератним мемоарима је да „током целог рата није срео квалитетније противничке јединице од оних који су бранили Сицилију“. Он се осврнуо и на истрајност одбране, трдећи да је сваки немачки положај могао бити заузет само ако би био претходно уништен, мислећи у првом реду на припаднике дивизије „Херман Геринг“ и падобранце.

## Италија и Југославија 1943—1944. г.
Након повлачења са Сицилије, трупе оклопне дивизије „Херман Геринг“ и 15. оклопно-механизоване дивизије смештене су у околину Напуља ради попуне и одмора. Међутим одмор није дуго трајао, јер већ 3. септембра британска 8. армија искрцала се у Калабрији. Италијанска влада капитулирала је 8. септембра, што није било изнеђање за немачку Врховну команду чије трупе су лако и без већих проблема разоружали Италијане и заузели кључне позиције. Следећег дана, 9. септембра уследило је ново искрцавање савезника - код Салерна и Таранта - операције „Бејтаун“ и „Слапстик“. Јединице дивизије „Херман Геринг“ десетак дана покушавају да сломе мостобран америчке 5. армије код Салерна. У почетку и постижу извесни успех, али ураганска и убитачана ватра са савезничких бродова уз постепено притизање појачања на мостобран приморали су је на повлачење до Напуља где је водила жестоке борбе све до 1. октобра кад се под борбом повукла из потпуно разрушене напуљске луке.
Снаге дивизије „Херман Геринг“ повлаче се на линију река Волтурно-Термоли где заједно са „браћом по оружју“ – 15. оклопно-механизованом дивизијом воде упорне борбу против три дивизије из саства 10. Британског корпуса. Ова линија одбране је уређена само да успори савезничко напредовање док се не припреми тзв. „Густав линија“. Линија се налазила на 50 до 60 km југоисточно од Рима и ишла је од Гаете на западној, до Ортоне на источној обали - протезала током реке Гариљано – реком Рапидо – планински врх Монте Грецо – Ла Мајела – Пенапиједимонте – ток реке Фаро. Најбитније је било поптпуно блокирати напредовање Савезника у долину реке Лири - Капију Рима. Како би још више успорили савезничко напредовање ка Риму, немачки инжењерци су уништили мостове, минирали путеве и уништавали објекте, док су пешадија, артиљерија и тенкови водили упорне заштине борбе примаравајући савезничке трупе да напредују метар по метар уз велике губитке. Сваки дан који би Немци успели да задрже Савезнике у напредовању много има је значио јер се приближавала јесен а са њом и зима, годишња доба која су могла да погодују само Немцима у одбрани.
Са почетком јесењих киша главнина оклопне дивизије „Херман Геринг“ се повлачи у позадину ради одмора и опоравака. На првој линији - све до јануара 1944. године - остају само противавионски и артиљеријски пукови. Током овог периода одмора делови дивизије учествују са другим снагама из Италије и Југославије у операцијама „Волкенбрух“. То су биле три операције - од 22. септембра до 14. новембра 1943. г. - чишћења Словеначког приморја, Истре и Горског котара од јединица НОВ и ПОЈ.
Ипак, једна од најпознатијих епизода у историји дивизије „Херман Геринг“ било је – спашавање блага манастира Монте Касина. Стари бенедиктски манастир Монте Касино налазио се на узвишењу изнад долине реке Лира на главном пут напредовања савезничких снага према Риму. Манастир је у својој колекцији имао драгоцене и непроценљиве црквеним реликвијама, библиотеком са 70.000 књига, 1.200 историјских записа, цртежи и акварели Бројгела, Леонарда да Винчија, Тицијана и Рафаела. Опасност да би то све могло бити ускоро уништено предосетио је потпуковник Јулујус Шлегел, командант батаљона за одржавање и поправку у дивизији „Херман Геринг“. Он је тешком муком убедио старешину манастира да му дозволи да све драгоцености пребаци у Ватикан. За пребацивање које је трајало пуне три седмице, користио је камионе дивизије и поред наређења да се, због штедње, превозна средства могу користити само у војне сврхе. Након вести коју је пренео савезнички радио да припадници „Херман Геринг“ дивизије краду благо Светог Бенедикта, Шлегелова операција више није могла бити тајна а тек тада се и испоставило да он није тражио одобрење за своју хуманитарну мисију од команданта дивизије генерал-мајор Конрата који није имао појима шта се дешава. Због чињенице да је потпуковник Шлегел неовлашћено користио људство и возила дивизије за чисто цивилне послове могао је да буде изведен пред војни суд и чак погубљен. Чак је одред Војне полиције Вафен СС-а дошао у манастир у намери да ухапси „лопове“ и тек на залагање монаха који су морали да их убеђују да је потпуковник Шлегел заправо ту да бим помогао да однесу и спасу драгоцености у Ватикан, СС-овци су одустали од своје намере. Додатном срећом по потпуковника, генерал-мајор Конрат се са његовом одлуком сагласио и у свему га је подржао издавши му чак и накндано одобрење за његов подухат. Тиме је непроценљиво благо манастира Монте Касино превезено на сигурно.
Потпуковник Шлегел преживео рат али је изгубио ногу у нападу ловаца-бомбардера у јулу 1944. године. Након рата му је суђено и провео је седам месеци у затвору док на лично залагање фелдмаршала Александера није пуштен на слободу.
Када је притисак на линију „Густав“ постао јачи, дивизија је пребачена из позадине на јужни део фронта у подручју реке Гараљано насупрот снагама британске 8. армије. На запрепашћење немачке Врховне команде 22. јануара 1944. амерички 6. корпус искрцао се код Анција на само 60 km од Рима - у позадини западног краја Густав линије и успешно успоставио мали ностобран. Никада није до краја и потпуно разјашњено зашто је генерал Џон Лукас, командант 6. корпуса, толико оклевао и није покушао да се што брже пробије дубље у италијанско копно и заузме Рим који је био практично потпуно небрањен јер у том тренутку су све расположиве немачке јединице биле или на линији „Густав“ или код Монте Касина. Међу јединицама које је фелдмаршал Кеселринг журно пребацио на блокаду и покушај уништења мостобрана били су и делови дивизије „Херман Геринг“. Она се успешно борила на јужном крилу против својих старих познаника – америчке 3. пешадијске дивизије и америчких Ренџера. Мостобран је успешно био блокиран и под таквом непосердном претњом да буде „бачен у море“ да су Савезници морали да пребацују појачања из сектора Монте Касина. Оклопна дивизија „Херман Геринг“ учествује у окружењу и разбијању два батаљона Ренџера код града Цистерна. У фебруару 1944. године оклопна дивизија „Херман Геринг“ добија префикс – падобранска у свом називу. Преименовање јединице је било чисто на папиру, јер суштински ништа се није мењало. 14. априла на командном месту генерал-мајора Конрата заменио енергични генерал-мајор Вилхем Шмалц. У марту Рајхсмаршал Геринг жели да се дивизија пребаци у Француску на попуну и опоравак међутим Кеселринг га одвраћа од те идеје па је дивизија послата на одмор у позадину, у околину Ливорна.
Када су се 12. маја 1944. године Савезници пробили с мостобрана код Анција, то се поклопило са заузимањем Монте Касина снага под командом генерала Александера напредовањем кроз долину реке Лири. Рим је тиме био директно угрожен као и позадина линије „Густав“ па су снаге немачке 10. армија биле приморане да почну са напуштањем положаја. Због веома критичне ситуације, падобранска оклопна дивизија „Херман Геринг“ добија наређење да се пребаци на сектор Велетри (итал. Velletri) усред дана упркос свим опасностима излагању савезничкој ваздушној надмоћи. Таково наређење је веома скупо коштало дивизију „Херман Геринг“: немачке колоне су константно нападали савезнички ловци-бомбардери - то је био само наговештај онога што ће снаћи немачке оклопне јединице већ следећег месеца у Нормадији. И поред почетних успеха у успоравању савезничкиг напредовања на крају је падобранска оклопна дивизија „Херман Геринг“ ипак била приморана на повлачење. Почетком јуна падобранска оклопна дивизија „Херман Геринг“ повучена је на фронт од Нетуна (итал. Nettuno) до реке Аниене, источно од Рима опет против америчке 3. пешадијске дивизије. Ту дивизија храбро држи одступницу и “отворена врата“ другим немачким снагама одсеченим јужно до Рима. Уз неуспели контра-напад јединице дивизије „Херман Геринг“ и 344. пешадијска дивизија убрзано се повлаче како не би биле уништене када се на њих обрушило не мање од 11 савезничких дивизија. Суочивши се са непосредном опасношћу да буде дословно уништена падобранска оклопна дивизија „Херман Геринг“ опет је показала невероватну храброст и истрајност у најтежој ситуацији чиме је опет заслужила да буде поменута у саопштењима Врховне команде Вермахта.
Дивизија је повучена у позадину, прво источно од Рима, а затим на положаје јужно од Фиренце где је и остала све до свог коначног напуштања Италије 15. јула 1944. године. Тада је преко Немачке упућена на Источни фронт како би помогла у спречавању дубљег пробоја совјетских тенковских армија које су претиле целом централном сектору фронта – услед масовног повлачења познатог као колапс „Групе армија Центар“.

## Источни фронт1944—1945. г. и крај рата
Оклопна падобранска дивизија „Херман Геринг“ стигла је на Источни фронт 27. јула 1944. године и то на линију фронта северно-источно од Варшаве, где се придружила 19. оклопној дивизији и 5. СС оклопној дивизији „Викинг“ у време напада совјетских снага. У сарадњи са осталим трупама у успешном контра-нападу снаге дивизије одсецају, окружују и уништавају 3. совјетски тенковски корпус који је успео да се пробије у близину рејона Воломин - Радојмин. Ова победа ипак је имала само морални значај јер су изнуреним немачким трупама на Истоку била преко потребна појачања услед константих пораза и повлачења. Продор совјетских оклопних снага на саме капије Варшаве улио је наду Пољској Домовинској армији - познатијој као Армија Крајова - да 1. августа подигну тзв. Варшавски устанак против немачке окупације јер ће им Црвена армија притећи у помоћ. Током ових борби оклопна падобранска дивизија „Херман Геринг“ опет је била јавно похваљена - генерал-федмаршал Валтер Модел је известио да захваљујући храбром држању оклопно падобранске дивизија „Херман Геринг“ Варшава одбрањена. Примера ради, 5. августа чета јуришних топова, команданта Ханса-Јоакима Белингера избацила је из борбе 36 тенкова Т-34, готово невероватан успех од два тенка по возилу јединице. Треба имати у виду да је дивизија и у то време рата и на листи високоприоритетних јединца за испоруку нове опреме још увек располагала са доста већ застарелих тенкова Панцер III који су били лошији и од првих модела совјетског тенка Т-34.
Након тога трупе дивизије „Херман Геринг“ повлаче се јужно, на леву обалу реке Висле. 8. августа дивизија предводи контранапад на совјетски мостобран који је Црвена армија успоставила преко Висла између Варке (пољ. Warka) и Магнушева (пољ. Magnuszew). Током Августа и септембра дивизија „Херман Геринг“ воде борбе са совјетским снагама на линији реке Висле у сарадњи са 4. СС оклопним корпусом. Овде се мора истаћи да дивизија није учествовала у операцијама против Варшавског устанка.
1. октобра по наређењу Фирера Оклопна падобранска дивизија „Херман Геринг“ трансформише се у корпус - Падобрански-Оклопни корпус „Херман Геринг“. “Оклопни корпус“ је још једна од Хитлерових идеја са краја рата и реално само је звучност речи корпус била већа у односу на реч дивизија. У основи постојећа дивизија је подељена на две одвојене падобранске оклопне тј. оклопно-механизоване дивизије али су реално тиме од једне јаке добијене две слабе дивизије. Корпус је од нових јединица добио контингент новообучених падобранаца - који су коришћени у јуришном батаљону, два нова батаљона везе као и нови артиљеријски батаљон за подршку. Нови регрути од којих су многи били из ваздухопловних јединица - њихово ангажовање није било потребно због уништења већег дела ваздухопловстава - долазили су са мало или готово без икакве пешадијске обуке. Ово се касније одразило на слабљење јединице и њене борбене спремности, без обзира на личну храброст припадника.
За команданта 1. Падобранске оклопне дивизије „Херман Геринг“ постављен је пуковника Ханс-Хорст фон Некер док на чело 2. Падобранске оклопно-механизоване дивизије „Херман Геринг“ долази пуковник Ерик Валтер, обојица носиоци „Витешког крста“ добијеног за службу у Италији. Фон Некера је у фебруару 1945. године заменио пуковника Макс Лемке који је на месту команданта извиђачког батаљона добио „Витешки крст“ раније током рата. Једна од предности нове организације је било централизовано снабдевање на нивоу корпуса, затим централиозована противавионска одбрана као и постојање јуришног батаљона тј. механизованог пешадијског батаљона који је био мобилна резерва. Међутим, двема новонасталим дивизијама су било хитно потребна појачања да би се надокнадили борбени губици, што је веома отежавало нормално формирање механозованог пешадијског батаљона.
5. октобар 1944. г. совјетске снага 3. Белоруског фронта отпочињу офанзиву са 19 пешадијских, шест тенковских и две артиљеријске дивизије против веома слабих и развучених немачких снага. Већ следећег дана, 6. октобра јединице корпуса „Херман Геринг“ повучене су са прве линије фронта код Висле како би биле пребачене на север ради одбране линије фронта испред балтичке луке Мемел (данас Клајпеда) у Источној Пруској. Средином октобра трупе Црвене армије отпочињу притисак на Калињинград (данашњи Калињинград) - где су у борбу уведени делови корпуса „Херман Геринг“ заједно са 5. оклопном дивизијом Фирер-пратећом бригадом. Иако у краткотрајном додиру немачке снаге успеле су да поразе јединице совјетске 11. гардијске армије и натерати их на повлачење. Након двонедељних оштрих борби током којих снаге корпуса „Херман Геринг“ бране већ немачко тло, совјетска офанзива је заустављена и прешло се на позиционе борбе.
Пре но што је комплетан корпус поново био послат у борбу из састава корпуса поново су издвојена 1. падобранска оклопна дивизија „Херман Геринг“ и противавионски пук и послати у подручје око реке Рус, у близини Мемела. У борбама око Мемела борећи се са јединицама 4. армије пре свих оклопне јединице корпуса „Херман Геринг“ претрпеле су осетне губитке али су и снагама Црвене армије нанеле тешке губитке. Поново је ватрено борбено дух дивизије успео да задржи барем на неко време совјетско напредовање и спаси овај део Источног фронта од готово сигурног катастрофалног колапса. У борбама се истакао наредник Фриц Бовиц из 4. чете оклопног пука „Херман Геринг“ који је сам уништио 13 советских тенкова својим тенком „Пантер“. За овај подвиг наредник Бовиц добио је 14. јануара 1945. г. „Витешки крст“.
Такође 1. оклопна чета је током шест дана борби успела да уништи 47 совјетских тенкова и 30 ловаца тенкова.
Након великих борбених успеха и смиривања борби на овом сектору фронта корпус „Херман Геринг“ је пребачен у околину Гумбинена, у Источну Пруску – данас је то руски град Гусев у Каљинградској области где је поново покушано комплетирање корпуса „Херман Геринг“. Овде је линију фронта корпус држао са корпусом „Велика Немачка“ и још четири дивизије - две пешадијске и две дивизије тзв. „Народних Гренадира“. Линија фронта је мировала услед исцрпљености обе стране. Из састава корпуса поново су издвојена 1. падобранска оклопна дивизија „Херман Геринг“ и противавионски пук и послати у подручје око реке Рус, у близини Мемела. У међувремену поново су из састава корпуса издвојене 1. падобранска оклопна дивизија „Херман Геринг“ и 1. батаљон противавионскок пука и послати у централну Пољску код града Радома.
12. јануара 1945. године отпочела је нова совјетска офанзива дуж целог Источног фронта а преостали делови корпуса „Херман Геринг“ незадрживо су били гурнути у Источну Пруску масовним продорима тенкова Црвене армије. За само дест дана борбе Источна Пруска је одсечена од остатка Немачке и на њеној територији су остале одесечене 2, 3. и 4. немачка армија. Мада у потпуном окружењу преостале снаге корпуса „Херман Геринг“ храбро су се бориле, наносиле губитке непријатељу али и саме се полако остајале без људства, толико да су неке јединице престале да постоје. Мали део преосталих јединица корпуса „Херман Геринг“ успешно је 25. марта 1945. г. пребачен из Балге и Калхолца преко залеђене лагуне реке Висле до Пилауа - данашњи град Балтијск. Одатле се били преко мора евакуисани до Свинеминдена) а неке формације чак и до Данске. Сматра се да је 75% снага корпуса „Херман Геринг“ настрадало или избачено из борбе током десет седмица окружења у Источној Пруској.
Трупе евакуисане из Источне Пруске прикупиле су се у околини Берлина и биле су упућене у подручије Кенигсбрика) где су се спојили са 1. падобранском оклопном дивизијом „Херман Геринг“. Тенковска дивизија није била у могућности да стигне до подручја свог борбеног распореда код града Радома јер су га већ заузеле снаге Црвене армије. Командант корпуса остао је генерал-мајор Вилхелм Шмалц, који је 30. јануара 1945. г. био унапређен у чин генерал-пуковника.
Корпус се повлачећи из Пољске спојио са остацима корпуса „Велика Немачка“ који се услед комплетног распада Источног фронта и расула које је уследило распршио на више мањих формација. Те мање формације су се једна за другом прикључивале Падобранском-оклопном корпусу „Херман Геринг“. Одсечене и окружене преостале јединице ова два корпуса пробијале су се западно, ка Одри коју су током ноћи 31. јануара успеле да пређу преко понтонског моста који су подигли пионири корпуса „Велика Немачка“ и тако у последњем моменту избегну потпуно уништење. Први оклопни батаљоном „Херман Геринг“ опремљен тенковима „Пантер“ боравио је у Горњој Шлезији, поред Кодердорфа и у једној од последњих битака сукобио се са 1. пољском оклопном дивизијом у саставу Црвене армије. У кратком али жестоком сукобу за 20 минута „Пантери“ 1. оклопног батаљона „Херман Геринг“ уништили су 43 совјетска тенка Т-34 и заробили још 12. Заробљени тенкови Т-34 брзо су добили немачку посаду и немачке симболе па су такви враћени у борбу против њихових доскорашњих власника.
Последње борбе остаци корпуса „Херман Геринг“ воде у околини и граду Бауцену), где у једној од последњих немачких успешних битака на Источном фронту 1. падобранска оклопна дивизија „Херман Геринг“ успева да избаци, макар и на кратко, Совјете из града. Понову здружен Падобранско-оклопни корпус „Херман Геринг“ одбија совјетски оклопни напад код Кенигсбрика. Када је немачка Врховна команда прихватила безусловну капитулацију, корпус се још увек борио против Црвене армије код Дрездена. Тада команда корпуса свим официрима наређује да поведу што је брже могуће своје јединице према западу, како би се предали америчким трупама. Међутим совјетски тенкови пресецају им пут и већина људства корпуса „Херман Геринг“ бива заробљена.
Јединица која је избегла заробљавање био је 2. батаљон оклопног падобранског пука „Херман Геринг“ који се налазио на преобуци и опремању тенковима „Пантер“ у Графенверуи који није успео да се прикључи остатку корпуса. У последњим данима рата овај батаљон је послужио као окосница на брзину формиране „Оклопне групе“ али без пратећих елемената који су остали на полигону у Графенверу. Ова „Оклопне групе“ упућена је директно на Источни фронт у узалудном покушају да заустави совјетску плиму и била је практично збрисана између Алерсберга  ) и Грединга  ). Из совјетског заробљеништва многи се нису никада вратили а последњи преживели припадници јединице „Херман Геринг“ на основу споразума две државе ослобођени су 1956. године.
На самом крају, потребно је истаћи да упркос националсоцијалистичком жигу који је неминовно носила јединица „Херман Геринг“ као и великом броју њених припадника који су били фанатичне Хитлерове присталице, она је водила релативно “чист рат” за разлику од многих других јединица које су биле више под утицајем националсоцијалстичке идеологије и њене творевине. Статистика показује да је кроз јединицу прошло око 60.000 људи а да је 1945. године заробљено само 15.000 људи и да су око 90% људских губитака јединице имале на Источном фронту. Доказана агресивност у нападу и постојаност у одбрани натерала је све њихове противнике у Тунису, на Сицилији, на тлу Италије и на Источном фронту да поштују војнике са белим ромбовима на крагнама. Постали су једна од најефикаснијих јединица Трећег рајха и сасвим заслужено 62 њена припадника добили су „Витешки крст“ од којих шест са Храстовим лишћеем а један са Храстовим лишћем са Мачевима.

## Пратеће јединице дивизије „Херман Геринг“
Батаљон за пријем, попуну и обуку са пратећим магацинима након успешне кампање на Западу 1940. г. бива пребачен у Утрехт. Како батаљон „Херман Геринг“ нараста прво у бригаду а затим у дивизију, батаљон за пријем, попуну и обуку брзо се развија и нови магацини се убрзо отварају код Амерсфорта (хол. Amersfoort) и Хилверсума (хол. Hilversum). Мало је позната чињеница да су јединице из ових центара учествовале у борби против савезничких ваздушно-десантних трупа током операције Маркет-Гарден од 17. до 25. септембра 1944. г.
Како је дивизија нарасла у корпус, 1. и 2. Батаљон за пријем, попуну и обуку били су пребачени у Рипин (пољ. Rypin), у традашњој Западној Пруској где је формиран Пук за пријем, попуну и обуку. И поред овог значајног премештаја, број људи који су пристизали у ову јединицу за пријем, попуну и обуку наставио је да расте, потпомогнут пре свега приливом кадрова из бројних јединица земаљског особља Луфтвафе које су биле расформиране. Број припадника „Херман Геринг“ јединица у Холандији, чак и у том периоду рата никада није био мањи од 12.000 људи у саставу механизованог , инжињеријског, противавионског, оклопног и артиљерисјког батаљона. Када се Западни фронт распадао ове снаге су биле обједињене у „Јуришни пук за посебне намене“, који се пробијао источно, ка Немачкој, али на крају је био приморан да се преда Американцима код Бона.
За то време на Источном фронту Бригада за пријем, попуну и обуку постепено се повлачио ка Грауденцу где је прикључен гарнизону који је бранио овај град, означеним као „тврђава“. Иако моћна по броју људи, ова јединица је била формирана углавном од неискусних регрута или старијих резервиста, јер је добровољно пријављивање одавно више и није постојало. Срећом, упркос Хитлеровом изричитом наређењу да се свака „тврђава“ мора бранити до последњег човека и последњег метка, командант бригаде је наредио да се већина најновијих и слабо обучених регрута пошаље кућама; ови срећници су успели да избегну совјетско заробљеништво које је чекало њихове другове када се Грауденц предао 7. марта 1945. г.
Када су и источни и западни Пук за пријем, попуну и обуку нестали са ратних карата Немачке Врховне команде неколицина преосталих је скупљена у нешто што се званично звало „бригада“ која је послата на фронт на Одри. Бригада је ушла у борбу код Еберсвалдеа, у којој је извесно веома лоше прошла пре него што је дочекала крај рата код Мекленбурга (ниснем. Mekelnborg).
Стражарски пук / Пратећи пук
Првобитни Стражарски пукје расформиран априла 1944. г. и замењен новом јединицом, Пратећим пуком „Херман Геринг“који се састојао од Оклопно-гренадирског батаљона (механизована пешадија), противавионског батаљона и батерије противавионских топова монтираних на железничке вагоне. У јулу 1944. г. пук је био послат у Источну Пруску где се борио против надируће Црвене армије до септембра. Повучен са фронта, пук је поново био расформиран а велики део људства је био прекомандован у Падобранско-Оклопни корпус „Херман Геринг“, тј. у његова два пешадијска батаљона - 1. и 2. Падобранско-Оклопно-гренадирски батаљон. Накратко, марта 1945. г. поново је био формиран Пратећи батаљон „ Рајхсмаршал Геринг“ , али је веома брзо и расформиран.
Стражарски батаљон / Стражарски Пук „Генерал Геринг“
Посебан стражарски одред био је издвојен из Стражарског батаљона Пука „Генерал Геринг“ и пребачен на дужности на Рајхсмаршалово имање „Каринхал“, на око 50-так километара северно од Берлина. Имајући у виду број и домаћих и страних високих званичника који су посећивали Герингово имање, то је био задатак веома високог степена сигурности. Како год, била је то веома популарна дужност, која је војницима давала прилику да виде многе познате личности изблиза, а Геринг лично је посвећивао много пажње војницима из његовог ‘личног‘ пука. Временом, првобитни одред величине вода нарастао је до нивоа чете. Ова јединица је вршила дужност све до горког краја рата - што је било више него што је Рајхсмаршал учинио; када је Црвена армија доспела дословно до Геринговог прага, експлозивом је дословно сравњен цео комплекс. Последњу стражу ова јединица давала је за Хитлеров рођендан, 20. априла 1945. г.
Музички корпус
Један од чинилаца јединице „Херман Геринг“ који заслужује да буде посебно поменут је Музички корпус; овај престижни војни оркестар био је још једна од почасних јединица у истом рангу са дивизијом „Велика Немачка“ (нем. Grossdeutschland) и 1. СС оклопна дивизија „Телесна гарда Адолфа Хитлера“ (нем. Leibstandarte Adolf Hitler). Заправо, Музички корпус Пука „Генерал Геринг“ био је већи него било која друга таква јединица у Вермахту или СС-у. Ова јединица је израсла из кадра армијских музичара који су били регрутовани у Луфтвафе 1935. и под управом шефа војног оркестра (нем. Stabmisikmeister) Паула Хасеа (нем. Paul Hase), који је такође и предавао музику на Берлинском универзитету. Музички корпус је ускоро углед без премца због квалитета својих извдби и увођења великих иновација, укључујући инструменте као што је саксофон који је у то доба био незамислив у војном орекестру. Музички корпус је током рата посећивао трупе на фронту, подижући им морал концертима у пољу. На крају, међутим, како се војна ситуација преокренула против Немачке, преовлада је потреба за људством на фронту уместо за члановима орекестра. Музички корпус је расформиран а људство је било прекомандовано у одељења Војне полиције (нем. Feldgendarmerie) дивизије „Херман Геринг“.
Административно особље корпуса
Ови војници припадали су административном одељењу Падобранско-оклопном корпусу „Херман Геринг“ са седиштем у главном магацину у Берлину све док ниси били убачени у одбрану престонице у мају 1945. у којој су били потпуно уништени.